# Román nyelv
A román nyelv (románul: limba română) az újlatin nyelvekhez tartozik az indoeurópai nyelvcsalád itáliai ágán belül. A román nyelvészek többsége e nyelv dialektusainak tekinti az arománt, a meglenorománt és az isztrorománt is, a többnyire a Dunától északra beszélt dákorománnal együtt, de egyes román nyelvészek szerint ez négy különböző nyelv, melyek a keleti újlatin nyelvek csoportját alkotják. Ez utóbbi szempontból a román nyelv az előbbi szerinti dákorománnak számít.
Beszélői számát tekintve (kb. 24 millió román anyanyelvű és négymillió nem román anyanyelvű) a román az ötödik nyelv az újlatin nyelvek között, a spanyol, a portugál, a francia és az olasz után.

## Rokonsága

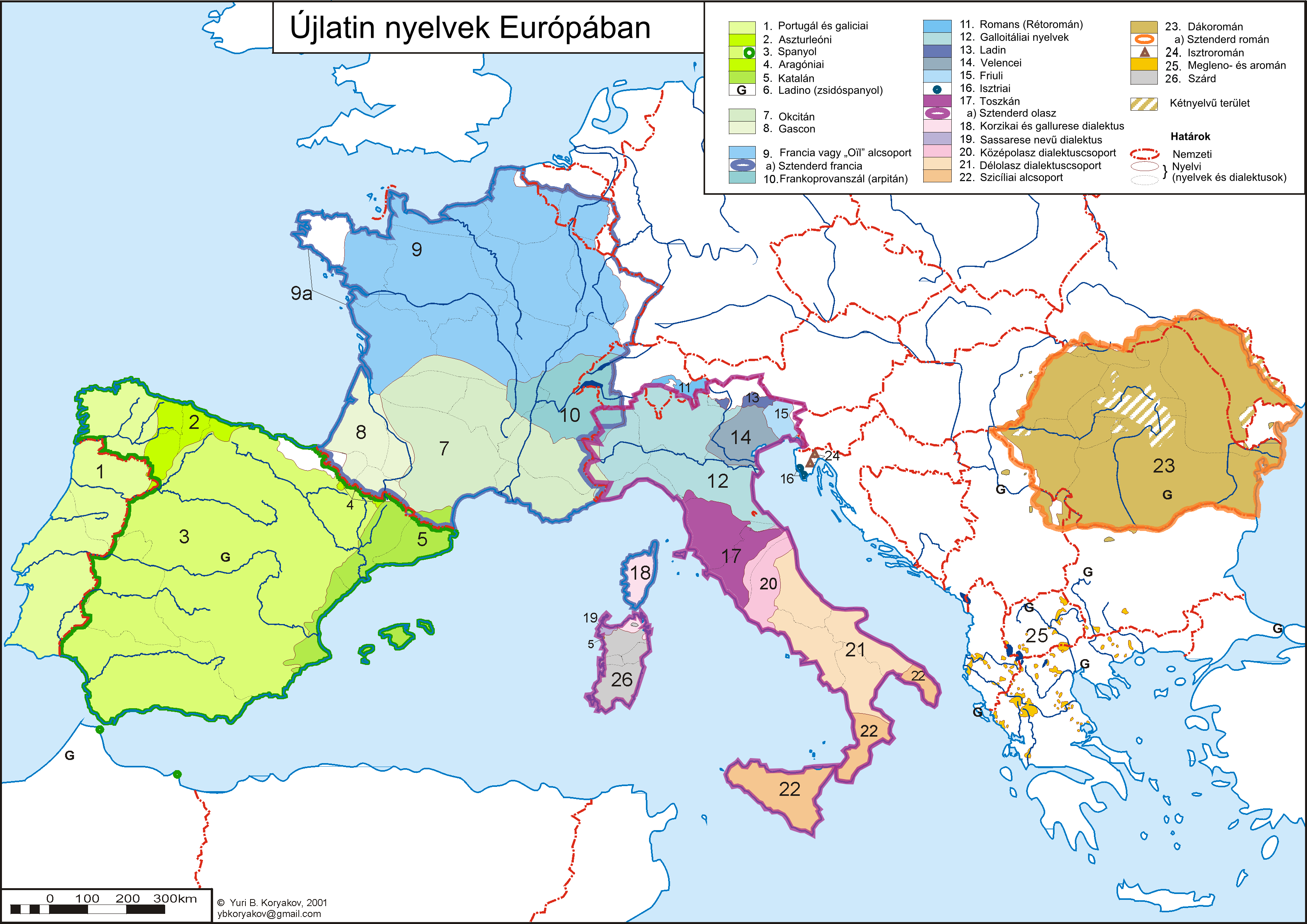
Az újlatin nyelvek elterjedése Európában

A román nyelv legközelebbi rokonai, az újlatin nyelvek keleti csoportjának további tagjai (az aromán, a meglenoromán és az isztroromán) a Dunától délre őshonosak. Napjainkban mindhárom nyelv erősen veszélyeztetett, illetve a kihalás szélén áll. Beszélőiket más népek gyakran a vlach elnevezéssel szokták illetni, ami a magyar nyelvben szintén megtalálható oláh formában. Önmagukra a latin eredetű, ’római’ jelentésű, romanus szó helyi változatát használják, vagy használták egykor. Az arománoknál ez ar(u)mân-rumân-râmân-aromâni, a meglenorománok nyelvéből a romanus szó eltűnt, de az rumân lehetne, az isztrorománok esetében pedig korábban a rumeri-rumări szót használták. Noel Malcolm  brit történész felhívta a figyelmet arra, hogy az arománok és a romániai románok (valamint más román csoportok) azért használnak közös elnevezést, mert ezek a népcsoportok egykor egy közösséget alkottak. Különválásukat ő a 9. vagy 10. századra tette. Vékony Gábor amellett érvelt, hogy kapcsolataik a 11. századig folyamatosak voltak, azaz addig számolhatunk egybefüggő nyelvi közösségekkel, és egy közös „közromán” vagy „előromán” nyelvvel. A négy román nyelvben vagy nyelvjárásban közös a nyelvi szerkezet, hasonló a szókészlet, azonosak a hangváltozások, és megegyeznek a jövevényszórétegek, ezért ezeknek közös előtörténete van, nem lehet őket egymástól elválasztani. Gottfried Schramm német történész szerint „a balkáni latinság négy ága olyan közel áll egymáshoz, hogy nem keletkezhettek egymással párhuzamosan a vulgáris latinból, hanem egy közös nyelvi alapot feltételeznek.”
- Az aromán (vagy macedoromán) nyelvet Macedóniában, Albániában, Görögországban, Bulgáriában és Szerbiában beszéli kb. 250 000 főre becsült népesség.[15] Más források 500 000 főre teszik az aromán nyelvet még valamennyire beszélők lélekszámát.[5]
- A meglenoromán nyelvet beszélők száma nagyon kicsi, 2800 körüli.[16] Ők Görögországban, Szalonikitól északra, Moglena tartományban élnek.
- Az isztroromán nyelvet beszélők ezernél is kevesebben vannak,[17] és Horvátországban, az Isztriai-félszigeten élnek.

## Földrajzi elterjedése és státusza

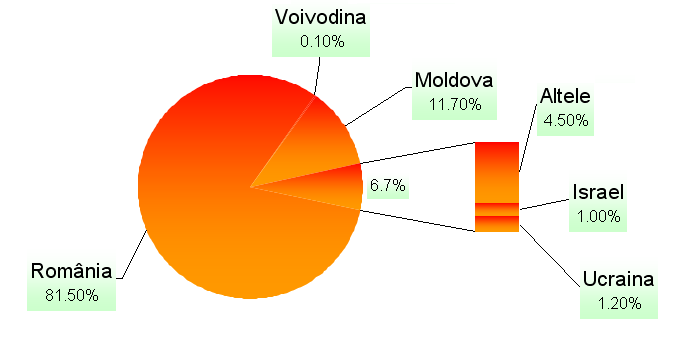
A románt anyanyelvként beszélők országok szerinti eloszlása („Altele” = más országok)

A román hivatalos nyelv Romániában (kb. 20 millió beszélő), Moldova Köztársaságban (2,2 millió beszélő), Transznisztriában, az úgynevezett Dnyeszter Menti Köztársaságban, ahol hivatalosan moldáv nyelvnek nevezik (kb. 157 000 moldáv nemzetiségűként nyilvántartott személy), valamint a szerbiai Vajdaságban (kb. 30 000 román ajkúként nyilvántartott beszélő. A román az Európai Unió egyik hivatalos nyelve is, valamint tagja az újlatin nyelveket beszélő országok szervezetének, a Latin Uniónak is.
Nagyobb számú román ajkúak élnek nemzetiségiekként Ukrajnában (kb. 328 000), Oroszországban (117 000), Szerbiában (72 000 részben román, részben vlach nyelvűekként nyilvántartott személy), Magyarországon (35 600), és Bulgáriában (6000).
Megemlítendő még, hogy Magyarországon a főként a határ mentén (Csongrád-Csanád, Békés és Hajdú-Bihar vármegyékben) élő románságon, illetve a Budapesten és más nagyobb városokban élő románságon túl a román nyelvnek egy archaikus, 17. századi bánáti változatát beszéli még a beás cigány (innen származik az „oláh cigány” elnevezés) lakosság is, amely főként az ország délnyugati részében (Baranya, Somogy és Tolna vármegyékben) él, illetve kisebb számban Jász-Nagykun-Szolnok vármegye északi részén, Tiszaföldvár vonzáskörzetében. A beszélők pontos számát különféle becslések 10 000 főben maximalizálják, vagyis a magyarországi beás cigányok kevesebb mint egynegyede beszél vagy ért még valamilyen szinten ezen a nyelven, így a beás román nyelv erősen veszélyeztetett státuszú. A beásokkal együtt a magyarországi román nyelvű népesség 23 000 fő körüli.
Igen jelentős a kivándorolt románul beszélők száma, főleg az utóbbi években, bár erről nincsenek pontos adatok, mivel országoktól függően különböző státuszokkal vannak nyilvántartva. 100 000-en felül élnek az alábbi országokban:
- kb. 1 280 000 román és moldovai állampolgár Olaszországban;[27]
- kb. 799 000 román állampolgár Spanyolországban;[28]
- kb. 250 000 románul beszélő izraeli állampolgár;[29]
- kb. 155 000 otthon románul beszélő személy az Amerikai Egyesült Államokban;[30]
- kb. 148 000 román és moldovai állampolgár Németországban.[31]

Kb. négymillió személy beszéli a románt mint második nyelvet. Romániában a lakosság 4%-a, a Moldovai Köztársaságban ugyancsak 4%-a. Idegen nyelvként beszélik valamilyen szinten Magyarországon (a lakosság 3%-a), Bulgáriában és Cipruson (a lakosság 1%-a).
A román nyelvet tanítják nemzetiségi nyelvként a Romániával szomszédos országokban és idegen nyelvként több más országban is. Román nyelvi lektorátus 29 országban létezik, 49 felsőoktatási intézményben, ahol ezektől függően különféle szinteken tanítják a nyelvet a Román Nyelv Intézete szervezésében. A Román Kulturális Intézet is foglalkozik a románnak idegen nyelvként való tanításával Romániában és a más országokban jelenlévő hálózatán keresztül.
A román nyelv jelenlétének arányszáma az interneten 0,6 volt 2007-ben, ami kevésnek számít az angol nyelv 4,44-es, a francia nyelv 2,24-es, vagy az olasz nyelv 2,93-as arányszámához képest, de az újlatin nyelvek közül csak a román mutatott növekedést 2005 és 2007 között.

## Területi változatai

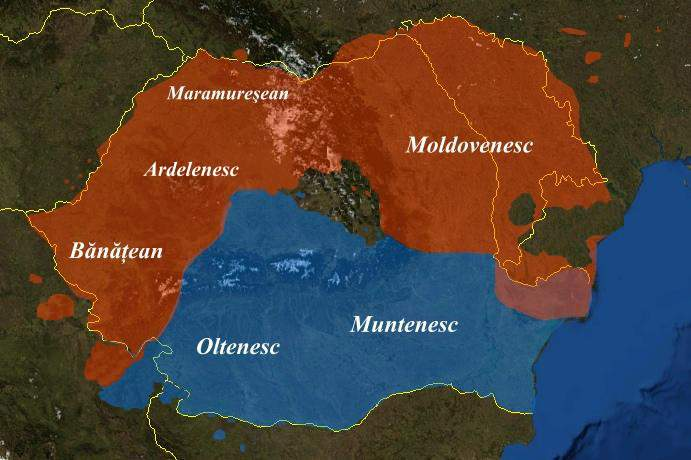
Román nyelvjárások

Azon nyelvészek szerint, akik a keleti újlatin nyelvváltozatokat nem kezelik külön nyelvekként, a román nyelvnek négy fő dialektusa (románul dialecte) van:
- a dákoromán (a Dunától északra), az egyedüli amelynek sztenderd nyelvváltozata van;
- az aromán
- a meglenoromán
- az isztroromán

Azon nyelvészek nézetében, akik ezzel szemben a keleti újlatin nyelvváltozatokat négy különböző nyelvnek tekintik, a román nyelv csak a fenti értelmezés szerinti dákoromán.
Kiterjedt dialektológiai kutatásokat csak az ún. dákorománnal kapcsolatban végeztek, amelyeket „aldialektusok”-nak (románul subdialecte), „nyelvjárástípusok”-nak (rom. tipuri de graiuri) vagy „nyelvjáráscsoportok”-nak (rom. grupuri de graiuri) nevezett területi változatokra osztanak. Ezek száma vitatott, különböző vélemények szerint a legkisebb szám kettő, a legnagyobb húsz, de a legelterjedtebb nézet öt nyelvjáráscsoportot tart számon:
- a munténiai
- a bánsági
- a körösvidéki
- a máramarosi
- a moldvai

Egyes nyelvészek ezekhez hozzáadnak még egy csoportot, az olténiait, mely a fenti elosztás szerint a munténiaihoz tartozik, mások pedig külön erdélyi csoportot is számításba vesznek, amely a fentiek közül a körösvidékihez tartozna.
A moldáv nyelvnek nevezett entitás nem tévesztendő össze a moldvai nyelvjárással. A moldovai beszélt nyelv ehhez tartozik, de az ottani sztenderd nyelvváltozat a román sztenderd nyelvvel csaknem azonos, még az is, amit Transznisztriában a cirill ábécével írnak.
A fenti nyelvjárások közötti különbségek viszonylag csekélyek, beszélőik között gyakorlatilag nincsenek kölcsönös érthetőségi gondok. Ezért a román nyelv, például a némettel vagy az olasszal szemben egységesnek mondható, ugyanolyan mértékben, mint a magyar nyelv.

## Külső nyelvtörténet

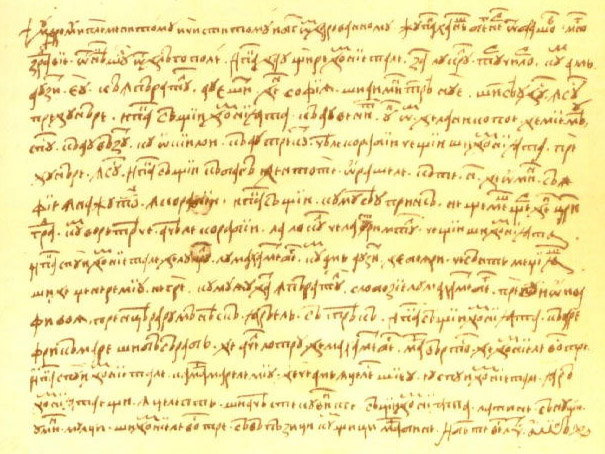
Neacșu levele

A források (főleg az írottak) csekély száma és a politikai érdekek ütközése miatt vitatott kérdés az, hogy a román nyelv csak a Balkán-félszigeten, a Dunától délre keletkezett-e, vagy az ókori Dáciában is, a Dunától északra (lásd erről A románok eredete szócikket). Az endemikus keletkezés, azaz a romanizált dákoktól eredeztetést gyakorlatilag csak román nyelvészek és történészek hangoztatják. Az viszont nem vitás, hogy a román a keleti vulgáris latin nyelvből származik, amely trák szubsztrátummal bír.
A román nyelvészek körében általánosan elterjedt nézet szerint létezett egy protoromán nyelv, mely keletkezését egyes nyelvészek a 7.–8. századra, mások a 6.–8. századra teszik. Ezt az ószláv nyelv befolyásolta, amikor a 7. század végén szlávok jelentek meg tömegesen a Balkán-félszigeten. Ekkor kezdődött a keleti újlatin nyelvek szétválása is.
A népvándorlások korában más nyelvek (germán nyelvek, türk nyelvek stb.) keveset hatottak a románra, de később, a történelem során, nagyobb hatást gyakoroltak a szókészletre a szomszédos és más viszonylag közel élő népek nyelvei. A legtöbb jövevényszó a 18. század végétől kezdve került a román nyelvbe, a nyugati újlatin nyelvekből, főleg a franciából és az olaszból.
A 16. század elejéig románok csak óegyházi szláv nyelven írtak, cirill ábécével, beleértve az első irodalmi műveiket is. Ekkor keletkezett a legrégebbről fennmaradt teljes román szöveg, egy kereskedő, Neacșu levele Brassó polgármesteréhez. Ugyanebben a században íródott még több vallásos jellegű, eleinte óegyházi szlávból lefordított munka, előbb kéziratban, majd a század második felében nyomtatott alakban. Az utóbbiak a munténiai nyelvjárásban íródtak, amely a délkelet-erdélyi románok nyelvjárását is magába foglalja. Ezen az alapon kezdett kifejlődni a román irodalmi nyelv.
A 18. század közepén kezdődött a modern sztenderd nyelvváltozat kifejlesztése, ami a 19. század vége feléig tartott. Két főbb irányzata volt. Az egyik latinizáló jellegű, mesterséges nyelvet produkált, melyet nevetségesnek éreztek, és ez végleg lejáratta a latinizáló irányzatot. Egy másik főbb irányzat, olaszosító jellegű, több sikerrel járt, de még több francia eredetű szót vettek át. Végeredményben a román nyelv megtartotta jellegét, melyet főleg a hangtana és a grammatikája ad, és az újlatin jövevényszavak a kor követelményeinek megfelelően gazdagították a szókészletet.

## Hangtan
A román nyelv fonémakészletét hasonlóságok is, különbségek is jellemzik a többi újlatin nyelvekéhez viszonyítva. A magánhangzók száma hét: a többi újlatin nyelvben is meglévő /a/, /e/, /i/, /o/, /u/, valamint két sajátos hangzó, az /ə/ (írásjele ă) és az /ɨ/ (írásjelei â és î).
Az /e/, /i/, /o/, /u/ magánhangzóknak félhangzó változataik is vannak. Ezek számos kettőshangzót és több hármashangzót képeznek magánhangzókkal.
A mássalhangzó-állományt, amely az itáliai újlatin nyelvekhez áll a legközelebb, 20 fonéma alkotja: hat zárhang (/p/, /b/, /t/, /d/, /k/, /g/), három zár-réshang (/t͡s/, /t͡ʃ/, /d͡ʒ/), két orrhang /m/, /n/, egy pergőhang (/r/), hét réshang (/f/, /v/, /s/, /z/, /ʃ/, /ʒ/, /h/) és egy nyelvoldali-közelítőhang (/l/).
A hangsúly hátulról számolva az ötödik szótagig bármelyik szótagra eshet.

## Grammatika
A román nyelv grammatikája hasonlít a többi újlatin nyelvére, mivel a latin nyelv leszármazottja.

### Alaktan
Morfológiai típusát tekintve a román nagyobb mértékben flektáló nyelv, mint a többi újlatin nyelv, azaz ragokkal (külső flexió) és tőhangváltással (belső flexió) fejezi ki az alaktani kategóriákat úgy, hogy gyakran egyazon rag több kategóriát kifejező morféma.

#### Névelők és névszók
A román nyelvben is megvannak a magyar határozott névelő és határozatlan névelő megfelelői, de a grammatika még kétféle névelőt tart számon: a birtokos névelőt és a mutató névelőt. A románban valójában határozott végartikulus van, mivel leggyakrabban a főnév vagy a melléknév végére illesztik (példa: lupul – ’a farkas’).
Akárcsak a többi újlatin nyelvben, a román névszókra is jellemzők olyan nyelvtani kategóriák, mint a szám (egyes szám és többes szám) és a nem. Az utóbbi kategóriát illetően, sajátossága a román nyelv grammatikáinak az, hogy a hím- és a nőnem mellett megkülönböztetnek egy harmadik, „semlegesnem”-et (gen neutru) is. Ez úgy értendő, hogy jelentős azon főnevek száma, melyek egyes számban hím-, többes számban nőneműek, például un cort, două corturi ’egy sátor, két sátor’. (Bár nem kiterjedten, de ez a kategória létezik más újlatin nyelvekben is, például a spanyolban: arte histórico ’történelmi művészet’, de: bellas artes ’szépművészetek’.) A számon és a nemen kívül, a személyes és a birtokos névmásokra, ugyancsak mint a többi újlatin nyelvben, a személy kategóriája is jellemző.
Archaikus vonása a román nyelvnek az, hogy jellemző rá az eset kategóriája is. A román nyelv grammatikái megkülönböztetnek alanyesetet, birtokos esetet, részes esetet, tárgyesetet és megszólító esetet, de nemcsak esetragok alapján, hanem más morfémák és a szavak mondattani funkciója alapján is. A tárgyesetnek nincs ragja, csak a pe elöljárószó jelzi egyes esetekben. A birtokos esetnek és a részes esetnek ugyanaz a ragja. Őket a ragozott szó mondatbeli funkciója és, egyes esetekben, a birtokos esetű szó előtti al/a/ai/ale birtokos névelő különbözteti meg (például: o fată ’egy lány’ – alanyeset; dau flori unei fete ’virágot adok egy lánynak’ – részes eset; florile unei fete ’egy lány virágai’, ale unei fete ’egy lányéi’ – birtokos eset). A megszólító esetnek csak egyes főnevek esetében van ragja: fato! ’te lány!’. E három eset alakjaiban felismerhetőek a latin főnévragozás egyes elemei.
Ezen kívül a tőhangváltások (például a fenti fată/fete-ben) sokkal gyakoribbak, mint a többi újlatin nyelvben, és sokszor toldalék és tőhangváltás együtt fejez ki morfológiai kategóriát.
Másik nehézsége a román nyelvnek a többes szám jeleinek bonyolult rendszere.
A melléknevet mindig egyeztetni kell az őt alárendelő főnévvel, nemben, számban és esetben.
A román grammatikák kilenc csoportba osztják a névmásokat: személyes névmás, nyomatékosító személyes névmás, visszaható névmás, birtokos névmás, mutató névmás, vonatkozó névmás, kérdő névmás, határozatlan névmás és tagadó névmás. A legtöbb birtokos, mutató, vonatkozó, kérdő, határozatlan és tagadó névmásnak determináns megfelelője is van, amely alakja lehet azonos a névmáséval vagy ettől különböző.
A személyes névmásnak számos alakja van, aszerint, hogy hangsúlyos vagy hangsúlytalan, hogy milyen nemű, számú vagy esetű, valamint hogy az ige előtt vagy mögött helyezkedik el. A hangsúlytalan alakokat az igéhez és/vagy egymásközt bonyolult szabályok szerint kell vagy nem kell illeszteni.

#### Az ige
A többi újlatin nyelvhez hasonlóan, a román igére olyan kategóriák jellemzők, mint az igenem, az igemód, az igeidő, a szám (egyes szám és többes szám), a személy és a nem (hímnem, nőnem), ez utóbbi csak a melléknévi igenév esetében. Az ige szférájában is fennmaradtak latin jellegzetességek a többi újlatin nyelvhez képest, de újítások is vannak: egyesek ezekkel közösek, mások sajátosak.
- Igenemek: cselekvő, szenvedő, visszaható.
- Igemódok: kijelentő mód, kötőmód, feltételes-óhajtó mód, felszólító mód, feltételező mód. Ez utóbbi a román ige rendszerének egyik sajátossága.
- Igenevek: főnévi igenév, határozói igenév, melléknévi igenév, szupinum. Az utóbbit az újlatin nyelvek nyelvtanai között csak a román tartja számon, bár alaktanilag nem hasonlít a latin szupinumra.
- Igeidők:
  - Kötőmódban, feltételes-óhajtó módban és feltételező módban az igének jelen és múlt ideje van, akárcsak a főnévi igenévnek.
  - Kijelentő módban van:
    - jelen idő, számos tőhangváltású ragozással;
    - négy múlt idő:
      - a latinból örökölt folyamatos múlt idő;
      - a latinból származó egyszerű múlt idő;
      - a többi újlatin nyelvvel közös és általában ugyanúgy keletkezett összetett múlt idő;
      - a többi újlatin nyelvben is meglévő, de ezekkel szemben nem segédigével, hanem, mint a latinban, szuffixummal képzett régmúlt idő;

    - két jövő idő:
      - három módon, segédigével képezhető, a beszéd időpontjához viszonyított jövő idő;
      - befejezett (vagy előidejű) jövő idő.

A ragozás szempontjából a hagyományos nyelvtan szerint az igék négy, a latinból örökölt csoportba oszlanak.
A magyarban használatos magázó és önöző alakot a román nyelvben T/2-vel, és a hozzá tartozó megszólítással fejezik ki (lásd: Igeragozás és igehasználat a román nyelvben#Jelen idő).

#### A változatlan alakú szófajok
A román határozószók részben megfelelnek a magyaroknak. Az egyik különbség az, hogy a románban aránylag kevés képzett határozószó van (românește ’románul’), viszont, a magyarral ellentétben, sok esetben a határozószó alakja egybeesik a megfelelő melléknévével: Tenorul e frumos și cântă frumos. ’A tenorista szép, és szépen énekel.’ Ami a nyelvészeti szemléletet illeti, a román hagyományos grammatikák nem tartanak számon módosítószókat, hanem a magyar módosítószók megfelelőit is a határozószók közé sorolják.
Akárcsak a többi indoeurópai nyelvben, az elöljárószóknak fontos szerepük van a román nyelvben is a szószerkezetek alkotásában. A magyarban egyesek ragoknak felelnek meg (például în ’-ban/-ben, -ba/-be’), mások névutóknak (például după ’után’).
A román kötőszók ugyanolyan szerepet töltenek be, mint a magyar kötőszók, azonos szófajú szavakat kötve össze az egyszerű mondatban (bărbatul și femeia ’a férfi és a nő’), vagy tagmondatokat az összetett mondatban: Tot mai lucrează, deși e pensionar. ’Még mindig dolgozik, bár nyugdíjas.’

### Mondattan

#### Az egyszerű mondat
A mondatrészeket a román hagyományos nyelvészet magyarra átültetett terminológiájával nevezzük meg. A magyar nyelv nyelvészetében nem használt szakszavak a következők:
| Román terminus                        | Román terminus fordítása     | Meghatározás | Megfelelő magyar terminus | Példák                                                                                     |
| ------------------------------------- | ---------------------------- | --- | --- | ------------------------------------------------------------------------------------------ |
| element predicativ suplimentar        | állítmány-kiegészítő         | egyrészt az állítmánynak, másrészt egy másik, az állítmánnyal viszonyban álló mondatrésznek alárendelt mondatrész, amely olyan jellegzetességet, vagy az állítmányéval általában egyidejű cselekvést, történést vagy létet fejez ki, amely a másik mondatrészre vonatkozik | állapothatározó (részben) | A ieșit furioasă ’Mérgesen ment ki’, Am văzut-o plângând ’Sírni láttam’                    |
| complement direct                     | közvetlen tárgy              | az a tárgy, amelyre az ige cselekvése irányul, vagy amely a cselekvés eredménye | tárgy | Am văzut-o pe Maria ’Láttam Máriát’, Scriu un articol ’Cikket írok’                        |
| complement indirect                   | közvetett tárgy              | az a tárgy, amelynek részére végbemegy az alaptagban megnevezett cselekvés vagy történés | részeshatározó | Fratelui meu i s-a dat o șansă ’Esélyt adtak a fivéremnek’                                 |
| complement indirect                   | közvetett tárgy              | különböző, a fenti értelemben vett közvetett tárgy és a körülményi határozók fogalmán kívül eső jelentéseket hordozó elöljárós vonzat | állandó határozó, más néven aszemantikus határozói vonzat | Nu râde de mine! ’Ne nevess rajtam!’                                                       |
| complement de agent                   | szenvedő ige kiegészítője    | a szenvedő ige cselekvője | eszközlő határozó | Clădirea a fost proiectată de un arhitect celebru ’Az épületet egy híres építész tervezte’ |
| complemente circumstanțiale           | körülményhatározók           | az ige azon bővítményei, amelyek a cselekvés, a történés vagy a létezés körülményeire mutatnak rá | határozók (a részeshatározón, a számhatározón, az eredethatározón, az eredményhatározón, egyes állapothatározókon, az eszközlő határozón és az aszemantikus határozói vonzatokon kívül) | Rămâi aici! ’Maradj itt!’, Săptămâna trecută am fost la țară ’A múlt héten falun voltam’   |
| complement circumstanțial consecutiv  | következményes határozó      | cselekvés vagy tulajdonság következménye | fok-mérték határozó | Muncește până la epuizare ’Kimerülésig dolgozik’                                           |
| complement circumstanțial condițional | feltételes határozó          | azon feltétel vagy hipotézis, amely teljesítésétől függ egy cselekvés, egy történés, a lét vagy egy tulajdonság | állapothatározó | echipament utilizabil în caz de incendiu ’tűz esetén használható berendezés’               |
| complement circumstanțial concesiv    | megengedő határozó           | az a tárgy vagy helyzet, amelytől az lett volna várható, hogy megakadályozzon egy cselekvést, egy történést, a létet vagy egy tulajdonság meglétét | állapothatározó | N-am acceptat, cu toate insistențele lui ’Nem fogadtam el, minden erősködése ellenére’     |
| complement circumstanțial opozițional | ellentétet kifejező határozó | az a tárgy vagy helyzet, amely ellentétben áll azzal, amit más mondatrész fejez ki | állapothatározó | În locul mamei, am venit eu ’Anyám helyett én jöttem el’                                   |
| complement circumstanțial cumulativ   | hozzáadásra utaló határozó   | az a tárgy vagy helyzet, amely hozzáadódik ahhoz, amit más mondatrész fejez ki | állapothatározó | În afara ta au lipsit și alții ’Rajtad kívül mások is hiányoztak’                          |
| complement circumstanțial de excepție | kivételt kifejező határozó   | az a tárgy, amely kivételt képez ahhoz képest, amit más mondatrész fejez ki | állapothatározó | Toți au venit, afară de tine ’Mindenki eljött rajtad kívül’                                |

A román egyszerű mondat szerkezete nem különbözik lényegesen a többi újlatin nyelvekben található szerkezettől. Nyelvtipológiai szempontból a román SVO-nyelv, akárcsak a többi újlatin nyelv, tehát az egyszerű bővített mondatban a szórend, ha egyik mondatrész sincs nyomatékossá téve, alany + állítmány + tárgy. Az egyes mondatrészek kihangsúlyozása többnyire ezeknek a mondat elejére helyezésével történik.
A bővítményeket képező névszók alárendelése kifejezhető csupán a birtokos esettel, a részeshatározó esettel vagy a tárgyesettel, elöljárószó nélkül, de, mint a többi újlatin nyelvben, a főnevet és bővítményeit, valamint az igét és bővítményeit elöljárószók is összeköthetik. A különbség az, hogy, mint a latin nyelvben, minden elöljárószó egy bizonyos esetet vonz. Az elöljárószós szószerkezetben, ha egyik tagja sincs nyomatékossá téve, a bővítmény követi az alárendelő tagot.
A magyar nyelvvel ellentétben és a többi újlatin nyelvhez hasonlóan, a jelző általában a jelzett szó után helyezkedik el.
A spanyol közvetlen tárgyhoz hasonlóan, de a franciával ellentétben, a személyt megnevező román közvetlen tárgy egy elöljárószóval is használható, a pe-vel (vö. spanyol a). Ugyanakkor, ugyanazt a közvetlen tárgyat sokszor két szó fejezi ki, egy főnév és a neki megfelelő hangsúlytalan alakú személyes névmás: Am văzut-o pe Maria ’Láttam Máriát’ (Maria – főnévvel kifejezett közvetlen tárgy, o – a főnévnek megfelelő személyes névmás).
Az elöljárószó nélküli közvetett tárgynál is fennáll a kétszeres kifejezés esete: Fratelui meu i s-a dat o șansă ’Esélyt adtak a fivéremnek’. A közvetett tárgy tárgyesetet, birtokos esetet vagy részes esetet vonzó elöljárószóval is előfordul: Nu râde de mine! (tárgyeset) ’Ne nevess rajtam!’, Luptă împotriva tuturor (birtokos eset) ’Mindenki ellen küzd’, Am reușit datorită ție (részes eset) ’Neked köszönhetően sikerült’.

#### Az összetett mondat

##### Mellérendelt mondatok
Az összetett mondat keretében, a mellérendelt mondatok között ugyanolyan mellérendelés-típusok vannak, mint a mellérendelt mondatrészek között az egyszerű mondatban. Van kapcsoló, kizáró választó, megengedő választó, ellentétes és következtető (vagy magyarázó) mellérendelés. Ezek nyelvi eszközei:
- Leggyakrabban a mellérendelés kötőszó segítségével valósul meg. A și ’és’ kötőszó tipikus a kapcsoló mellérendelésben, de megvan a következtető mellérendelés eszközei között is. A iar ’pedig’ és nici ’sem’ kötőszók a kapcsoló mellérendelést valósítják meg. A sau, ori és fie (jelentésük ’vagy’) kötőszók a kizáró választó és a megengedő választó mellérendelés eszközei, olykor kéthelyű használattal. Az ellentétes mellérendelés kötőszói dar ’de’, ennek szinonimája însă, és ci ’hanem’.
- Kötőszó értékű szókapcsolatok is vannak a mellérendelés eszközei között, például nu numai …, ci (și) ’nemcsak …, hanem (… is)’, a kapcsoló mellérendelésben.
- A megengedő választó mellérendelés jellegzetes eszközei az aci …, aci, acum …, acum, ba …, ba, când …, când határozószó-párosok (mindegyik jelentése ’mikor …, mikor’).
- Kötőszók és határozószók választóvonalán elhelyezkedő elemek is, mint deci ’tehát’; așadar, ca atare, de aceea ’ezért’; prin urmare ’következésképpen’ tartoznak a következtető mellérendelés eszköztárához.
- Minden mellérendelés-fajtában jelen van a közvetlen, viszonyszó nélküli mellérendelés, főmondatok között, de mellékmondatok között is, főleg akkor, ha kettőnél több mondat van egymás mellé rendelve.

##### Mellékmondatok
Terminológiai pontosítások (a mellékmondatok a megfelelő mondatrészeket helyettesítik, ezért nem szerepel itt a meghatározásuk):
| Román terminus                          | Román terminus fordítása           | Megfelelő magyar terminus             | Példa |
| --------------------------------------- | ---------------------------------- | ------------------------------------- | --- |
| propoziție predicativă suplimentară     | állítmány-kiegészítői mondat       | állapothatározói mellékmondat         | Am lăsat frigiderul cum l-am găsit ’Úgy hagytam a fridzsidert, ahogy találtam’                                   |
| propoziție completivă directă           | közvetlen-tárgyi mondat            | tárgyi mellékmondat                   | Cred că a plecat ’Azt hiszem, elment’                                                                            |
| propoziție completivă indirectă         | közvetett-tárgyi mondat            | részeshatározói mellékmondat          | Am scris cui trebuia ’Annak írtam, akinek kellett’                                                               |
| propoziție completivă indirectă         | közvetett-tárgyi mondat            | állandó/kötött határozói mellékmondat | Se miră cum nu înțeleg ’Azon csodálkozik, hogy lehet az, hogy nem értem’                                         |
| propoziție completivă de agent          | cselekvőt jelölő mondat            |                                       | A fost lăudat de cine l-a văzut ’Megdicsérte, aki látta’ (szó szerint: ’Meg lett dicsérve az által, aki látta.’) |
| propoziție circumstanțială opozițională | ellentétet kifejező mondat         |                                       | În loc să muncească, pierde vremea ’Ahelyett hogy dolgozna, lopja a napot’                                       |
| propoziție circumstanțială cumulativă   | hozzáadásra utaló határozói mondat |                                       | Pe lângă ce avea în casă, a mai cumpărat. ’Amellé, ami a házban volt, még vásárolt.’                             |
| propoziție circumstanțială de excepție  | kivételt kifejező határozói mondat |                                       | Nu mă deranjează cu nimic, în afară că vine târziu acasă ’Nem zavar semmivel, azon kívül, hogy későn jár haza’   |

A román nyelv grammatikái a mellékmondatokat két nagy csoportba sorolják:
- nem határozói mellékmondatok (propoziții subordonate necircumstanțiale): alanyi, állítmányi, állítmány-kiegészítői, jelzői, közvetlen-tárgyi, közvetett-tárgyi és cselekvőt jelölő mondat;
- határozói mellékmondatok (propoziții subordonate circumstanțiale): helyhatározói, időhatározói, okhatározói, célhatározói, módhatározói, következményes, eszközhatározói, társhatározói, tekintethatározói, feltételes, megengedő, ellentétet kifejező, hozzáadásra utaló határozói és kivételt kifejező határozói mondat.

A mellékmondat kötődhet az őt alárendelő főmondathoz egyrészt kötőszóval vagy kötőszói szerepet betöltő más szóval, másrést közvetlenül. Ezeket a nyelvi eszközöket kiegészítheti a ragozás, a hanglejtés és a beszédszünet.
Az alárendelés fő eszköze, amely minden mellékmondat esetében előfordul, a bevezető szó vagy szókapcsolat. Ez lehet kötőszó, kötőszó értékű szókapcsolat vagy más hasonló funkciót ellátó szó: vonatkozó névmás, kérdő névmás, határozatlan névmás vagy ezek determináns megfelelői; névmási vonatkozó határozószó, kérdő határozószó vagy határozatlan határozószó. A kötőszó csak bevezető elem, de a többi ugyanakkor mondatrész is a mellékmondatban.
A közvetlen alárendelés, azaz bevezető szó nélküli, sokkal ritkább, mint az előző. Előfordul a feltételes és a megengedő mondat esetében, mindig jellegzetes hanglejtéssel társítva: Vrei bani, muncește! ’Pénzt akarsz? Dolgozz!’ Olykor állítmányuknak jellegzetes az igemódja is, mint ebben a példában a felszólító mód.
A ragozás másodlagos eszköze az alárendelésnek. A mellékmondatokat bevezető névmások és determinánsok ragozásáról van szó, vagy az igeragozásról a közvetlenül alárendelt mellékmondatok esetében.
A szünet többnyire jellegzetes hanglejtéssel társul. Fő szerepe az elszigetelt és a nem elszigetelt mellékmondatok megkülönböztetése.
Nem határozói mellékmondatok
Ezek közös vonása az, hogy tartalmuk inkább elvont, és csaknem az összes szerkesztési eszközeik közösek, de két különböző csoportra lehet őket osztani aszerint, hogy lehetnek-e közvetett kérdő mondatok vagy sem. Az első kategóriához az alanyi, az állítmányi, a jelzői, a közvetlen-tárgyi és a közvetett-tárgyi mondat tartozik, a másodikhoz pedig az állítmány-kiegészítői és a cselekvőt jelölő mondat.
Sajátosság a többi újlatin nyelv grammatikáihoz képest az ún. „állítmány-kiegészítői mondat” (propoziția predicativă suplimentară), az állítmány-kiegészítő megfelelője.
Néhány szerkesztési sajátosság a többi újlatin nyelvhez képest:
- Ha ugyanaz az alany két cselekvést végez, ott, ahol az olasz vagy a francia nyelv az alárendelt cselekvést a főnévi igenévvel fejezi ki, a román nyelv, ritka kivételekkel, a kötőmódot preferálja: francia Je veux partir vs. román Vreau să plec. – ’El akarok menni’.
- Bár a románban is van igeidő-egyeztetés a mellékmondat és a főmondat között, ez nem olyan merev, mint például a francia nyelvben.
- A jelzői mellékmondatban, ha a vonatkozó névmás tárgyesetben van, a mellékmondat tárgyát még egyszer kifejezik az ugyanarra a főmondatbeli szóra utaló személyes névmással: francia L’homme que tu as vu avec moi est mon père vs. román Omul pe care (vonatkozó névmás) l- (személyes névmás) ai văzut cu mine este tatăl meu – ’Az az ember, akit velem láttál, az apám’.

Határozói mellékmondatok
Ezen mellékmondatok tartalma általában konkrét, és többnyire mindegyik határozói mellékmondat-fajtának jellegzetes szerkesztési eszközei vannak.
Sajátossága a román nyelvnek a többi újlatin nyelvhez képest az, hogy a dacă ’ha’ kötőszóval bevezetett feltételes mondat és a chiar dacă ’ha …, akkor sem’ kötőszó értékű szókapcsolattal bevezetett megengedő mondat állítmánya feltételes-óhajtó mód jelen és múlt időben, valamint kijelentő mód jövő időben is állhat, mint a magyarban: francia S’il voulait (kijelentő mód folyamatos múlt idő), je l’aiderais vs. román Dacă ar vrea (feltételes mód jelen idő), l-aș ajuta. – ’Ha akarná (feltételes mód jelen idő), segítenék neki’.

## Írás

### Történelmi áttekintés
A legrégibb fennmaradt román nyelvű dokumentumokat (16. század) egy 43 betűs cirill ábécével írták.
A 16. századtól kezdve, elszórtan már előfordult a latin ábécé használata is, főleg Erdélyben. Itt a 18. században az erdélyi iskola szorgalmazta a cirill írás helyettesítését a latinnal. A cirill ábécé több egyszerűsítésen ment keresztül, majd a 19. század középső évtizedeiben egy vegyes, cirill–latin átmeneti ábécét használtak. Ezután áttértek a latin ábécére. Egy ideig vita tárgya volt, hogy a helyesírás a a hagyományörzés elvét vagy a fonéma-graféma megfelelés elvét kövesse inkább. Végül egy nagy mértékben az utóbbi elvet követő helyesírást vezettek be hivatalosan. Ez több reformon ment át (a legutóbbi 2005-ben volt).
A Moldovai Köztársaságban, a szovjet időkben, az orosz ábécét alkalmazták, apró változtatásokkal, az úgynevezett moldáv nyelv írására. Az ország függetlensége óta a latin írást használják, de Transznisztriában továbbra is az oroszt.

### Mai írás

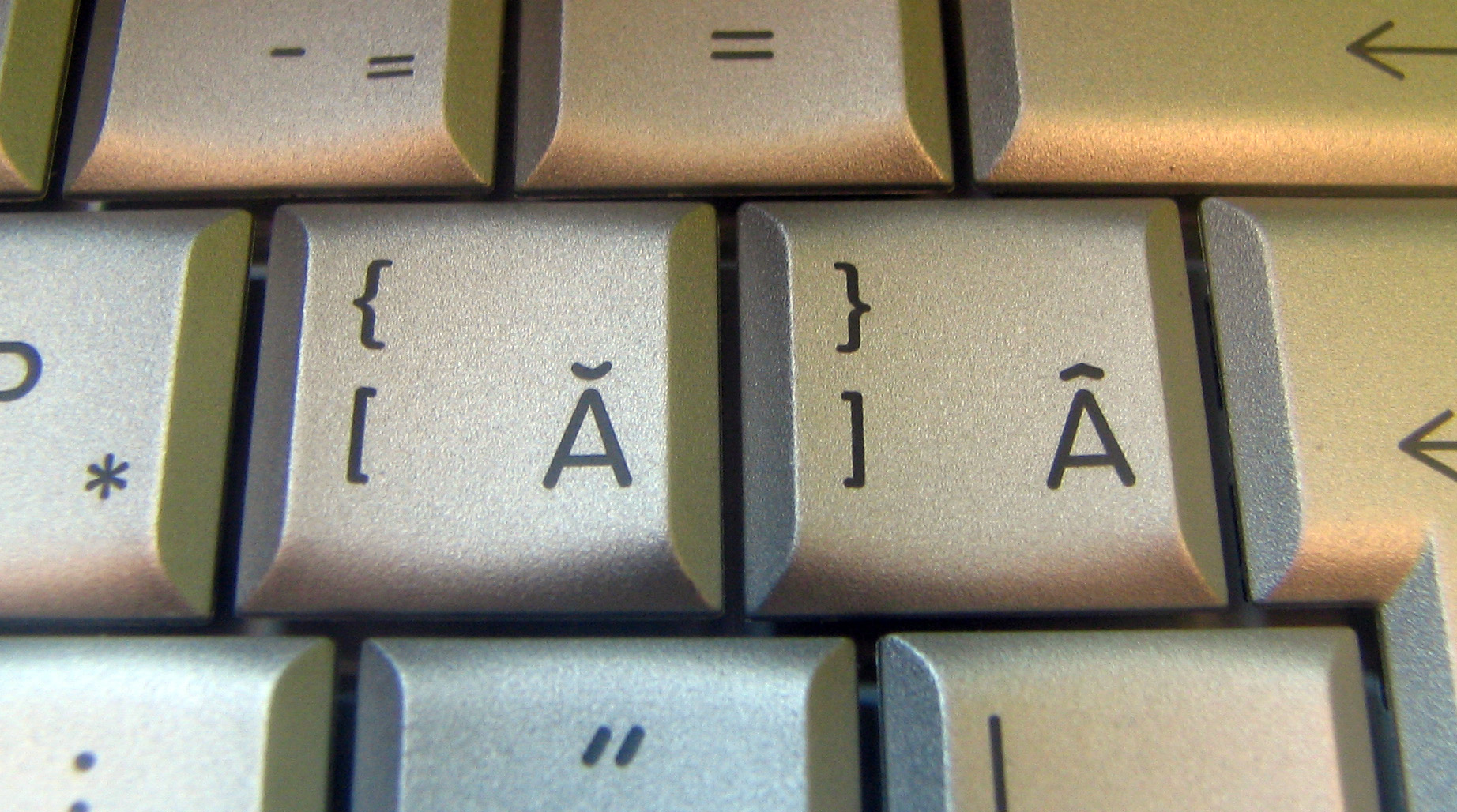
Román betűk számítógép billentyűzetén

A román ábécé 31 betűből áll. Sajátosak a többi újlatin nyelv ábécéjéhez képest az [ə]-t jelző ă, az [ɨ] két írásjele (â és î), valamint a ș (magyar megfelelője s) és a ț (magyar c) betűk.
A [k] és a [g] hangokat, az olasz nyelvhez hasonlóan, a, â, î, o és u előtt a c, illetve g betűk jelölik, e és i előtt pedig a ch és gh kombinációk.
Az s minden helyzetben zöngétlen (mint a spanyolban), a [ʒ] (magyar zs) hangot a j jelöli (mint a franciában és a portugálban).
A mássalhangzókat jelölő betűk csak egyszerű formában fordulnak elő, kivéve az nn-t néhány szóban, valamint a cce és cci betűcsoportokat, ahol az első c a [k] hangot jelöli, a második pedig a [t͡ʃ]-t (magyar cs).
A román helyesírás nagy mértékben a fonéma-graféma megfelelés elvét követi. Nagyobb eltérés ettől a két betű használata az [ɨ] jelölésére. Szó elején és végén az î-t kell használni, szó belsejében pedig az â-t. Másik nehézsége az, hogy nem különbözteti meg a félhangzókat a nekik megfelelő magánhangzóktól.

## Szókészlet
A trák-dák szubsztrátumból nagyon kevés szó maradt fenn a románban, és ezek egy részéről sem teljesen bizonyos, hogy ilyen eredetűek. Sala 1988 0,96%-ra teszi arányukat. Ezeken kívül az ismeretlen és bizonytalan eredetű szavak aránya 2,71%.
A román szókészlet közel 72%-a latin eredetű. Ezekből kb. 30% a latinból örökölt szó, a többi pedig főleg a 19. században került a nyelvbe jövevényszóként a francia nyelvből, a latinból és az olaszból. Ezeknek többsége is latin vagy újlatin szavakon alapszik. Más, nem latin nyelvek közül a legnagyobb hatása a román nyelvre az ószláv nyelvnek volt, a középkorban, de sok szláv szót helyettesítettek vagy háttérbe szorítottak későbbi nyugati újlatin jövevényszavak. A románokkal együtt élő vagy a velük szomszédos, illetve viszonylag közél élő népek nyelveiből is származnak jövevényszavak, arányuk (egy százalékon felül) csökkenő sorrendjében a következőkből: bolgár, újgörög, magyar, orosz. Az angol eredetű szavak aránya csupán 0,07% volt 1988-ban, de 1990 óta ez a román nyelv legfontosabb jövevényszó-forrása. A sok jövevényszó az egyik oka a román nyelv szinonimákban való gazdagságának. A román szókészlet tükörfordítás útján is gyarapodott.
A román szókészletnek is volt némi hatása más nyelvekre, főleg a románokkal együtt élő népek nyelvjárásaira, de található néhány román szó a közeli népek sztenderd nyelvváltozataiban is, a magyarban, a bolgárban, a szerbben, a csehben, a szlovákban, a görögben, a törökben, a belaruszban, a lengyelben, a macedónban.
A román nyelven belül alkotott szavak aránya csaknem 4%. A nyelven belüli szóalkotás legfontosabb módszere a szóképzés, főleg utóképzőkkel, amelyek készlete nagyon gazdag, de előképzőkkel is. Ellenben a szóösszetétel sokkal kevésbé termékeny, mint a magyar nyelvben.

## Példaszöveg
Az Emberi Jogok Egyetemes Nyilatkozatának első cikkelye: (hallgat)

Toate ființele umane se nasc libere și egale în demnitate și în drepturi. Ele sunt înzestrate cu rațiune și conștiință și trebuie să se comporte unele față de altele în spiritul fraternității.
’Minden emberi lény szabadon születik és egyenlő méltósága és joga van. Az emberek, ésszel és lelkiismerettel bírván, egymással szemben testvéri szellemben kell hogy viseltessenek.’

## Szótárak
- Archeus (a Dexonline szótárai, szókereső irodalmi művekben, szótári alak keresője ragozott alakból kiindulva, román–angol és angol–román szótár). Hozzáférés: 2017. március 1.
- Dexonline (7 szótár egyben: 2 értelmező szótár, 2 jövevényszavak szótára, 1 szinonima szótár, 1 helyesírás-szótár, 1 etimológiai szótár). Hozzáférés: 2017. március 1.
- DictZone (magyar–román és román magyar szótár). Hozzáférés: 2017. március 1.
- Industrial Soft (román–angol és angol–román szótár). Hozzáférés: 2017. március 1.
- Sensagent (értelmező és többnyelvű szótár, beleértve román–magyar és magyar–románt is). Hozzáférés: 2017. március 1.
- Bakos Ferenc. Román–magyar kéziszótár. Budapest: Akadémiai. 2011. ISBN 9789630590549
- Kelemen Béla (főszerkesztő). Dicţionar romîn-maghiar (Román–magyar szótár). 1–2. Kolozsvár: Editura Academiei RPR. 1964
- Lázár Edit – Román Győző – Popa, Mariana. Román-magyar szótár. Bukarest: Carocom '94. 2015. ISBN 9789739889186
- Reinhart Erzsébet-Mária – Lázár Edit – Román Győző. Magyar-román szótár. Bukarest: Carocom '94. 2005. ISBN 9739889131
- Szász Lőrinc. Román–magyar szótár. SZÓTÁR.RO. ADATBANK. Erdélyi magyar elektronikus könyvtár. Hozzáférés: 2023. július 11.

## A román nyelv tanulásához
- (franciául) Babel (francia–román kommunikáció). Hozzáférés: 2017. március 1.
- Farkas Jenő. Román nyelvvizsga írásbeli feladatok. Budapest: Palamart Kiadó. 2005
- Gancz, Andrei – Gancz, Margareta. Magyar–román közlési kézikönyv. Kolozsvár. Dacia. 2001
- Internet Polyglot Archiválva 2008. október 16-i dátummal a Wayback Machine-ben (román–más nyelv tematikus szószedetek, kiejtéssel, szókincs-leckék). Hozzáférés: 2017. március 1.
- (franciául) Radio Romania International (nyelvleckék). Hozzáférés: 2017. március 1.
- Româna cu Andrei (szókészlet és kommunikáció magyar ajkúaknak). Hozzáférés: 2023. április 12.
- Verbix (igeragozó program). Hozzáférés: 2017. március 1.
- Wikitravel – Román szószedet. Hozzáférés: 2017. március 1.